# أبو بكر الجراعي
تَقِيُّ الدِّينِ أَبُو بَكْرِ بْنُ زَيْدِ بْنِ أَبِي بَكْرِ بْنِ زَيْدِ بْنِ عُمَرَ بْنِ مَحْمُودٍ الْحَسَنِيُّ(2) الْجُرَّاعِيُّ(3) الْمَقْدِسِيُّ(4) الدِّمَشْقِيُّ(5) الْحَنْبَلِيُّ(6) ويُعرف اختصارًا بـ أبي بكر الجراعي (825 تقريبًا – 11 رجب 883هـ / 1422 – 1478م) هو فقيه حنبلي. من ذرية الشيخ أحمد البدوي. ولد في جراع من أعمال نابلس وقدم دمشق سنة 842 هـ، ثم القاهرة سنة 861 هـ. وجاور بمكة سنة 875 هـ، وتوفي في دمشق.

## آثاره
من آثاره التي ذكرها الزركلي وغيره:
- «الأجوبة عن السّتّين مسألة» الّتي أنكرها ابن الهائم الشّافعيّ على الشّيخ تقيّ الدّين ابن تيميّة
- «نفائس الدّرر في موافقات عمر»[12]
- «حلية الطراز في حل مسائل الألغاز»
- «غاية المطلب في معرفة المذهب»
- «الترشيح في مسائل الترجيح»
- «نفائس الدرر في موافقات عمر»
- «مختصر أحكام النساء - لابن الجوزي»
- «تحفة الراكع والساجد في أحكام المساجد»[13]

## الهوامش
1: أُورِّخ التاريخ الميلادي بحسب كتاب الأعلام للزركلي.
2: نسبةً للصحابي الحسن بن علي بن أبي طالب.
3: نسبةً لبلدة جُرَّاع أو جُرَّاعة حيث مكان ولادته.
4: نسبةً لبيت المقدس.
5: نسبةً لمدينة دمشق حيث مكان وفاته.
6: نسبةً لتمذهبه على فقه الإمام المُبجَّل أحمد بن حنبل.